# Bill Shoemaker
William Lee Shoemaker (19 de agosto de 1931-12 de octubre de 2003) fue un jockey estadounidense.
William fue nombrado “Bill”, “Willie,” y “The Shoe”, Shoemaker nació en la ciudad de Fabens, Texas.
Una de sus historias dramáticas fue cuando en el momento de su nacimiento pesaba 2.5 libras (1 kilogramo), Shoemaker era tan pequeño que no se esperaba que sobreviviera esa noche. Le aplicaron unos tratamientos especiales para que pudiera sobrevivir (aun teniendo pocas probabilidades). Desde muy pequeño quiso ser un "grande" y ser un corredor de caballos pura sangre.
Su carrera como jinete empezó siendo un adolescente, consiguiendo su primer paso profesional un 19 de marzo de 1949; después de un mes, Shoemaker logró la primera de sus 8833 victorias.
Shoemaker ganó 11 de las carreras pertenecientes a la Triple Corona norteamericana aunque nunca consiguió ganar las tres en el mismo año.
En la gira que hizo en 1990 por todo el mundo, montó en el hipódromo de La Zarzuela en Madrid (España).
El 8 de abril de 1991, mientras circulaba ebrio con su coche, tuvo un accidente que lo dejó paralítico del cuello para abajo y en silla de ruedas, pero siguió entrenando hasta que en el año 97 decidió retirarse. Shoemaker denunció a Ford, que le pagó 1 millón de dólares como indemnización.
- Datos: Q718423
- Multimedia: Bill Shoemaker / Q718423